# 14438 MacLean
14438 MacLean (1992 HC2) là một tiểu hành tinh vành đai chính được phát hiện ngày 27 tháng 4 năm 1992 bởi Spacewatch ở Kitt Peak.